# Гемптон-корт
Ге́мптон-ко́рт (англ. Hampton Court Palace) — колишня заміська резиденція англійських королів, розташована на березі Темзи у лондонському передмісті Річмонд-на-Темзі.
Палац було закладено 1514 року могутнім кардиналом Волсі, який, відчувши охолодження монаршої милості, передав його в подарунок Генріху VIII. Кардинал продовжував жити в палаці до 1529 року, однак із 1525 року будівельними роботами завідував сам король. Якщо Вулсі надихало планування італійських палаццо доби Ренесансу, то король привніс до архітектури елементи похмурого середньовічного зодчества, а також збудував велику залу для гри в теніс, (його називають найстарішим тенісним кортом у світі).
Упродовж наступних півтора століть Гемптон-корт залишався основною заміською резиденцією всіх англійських монархів. Король Вільгельм III вирішив, що палац не відповідає сучасним смакам й запропонував Кристоферу Рену оновити його в модному тоді стилі бароко. Масштабну перебудову було розпочато 1689 року, однак за п'ять років, коли було перероблено тільки південний фасад, король закинув цей проєкт. У 1702 році Вільгельм III впав у Гемптон-корті з коня, захворів та невдовзі помер, після чого перепланування резиденції було згорнуто (окремі роботи тривали до 1737 року).
Георг II був останнім королем, який жив у палаці. До початку XIX століття Гемптон-корт спорожнів, однак у добу романтизму покої Генріха VIII було відремонтовано, а королева Вікторія відкрила палац для відвідування широким загалом. У королівських покоях можна бачити антикваріат і старовинні картини з Королівської колекції. Найзначніші полотна належать Мантеньї, Рафаелю та Брейгелю старшому. Регулярний французький парк перед палацом було закладено для Вільгельма III за зразком голландського Гет-Лоо; його цікава особливість — лабіринт площею в 60 акрів.

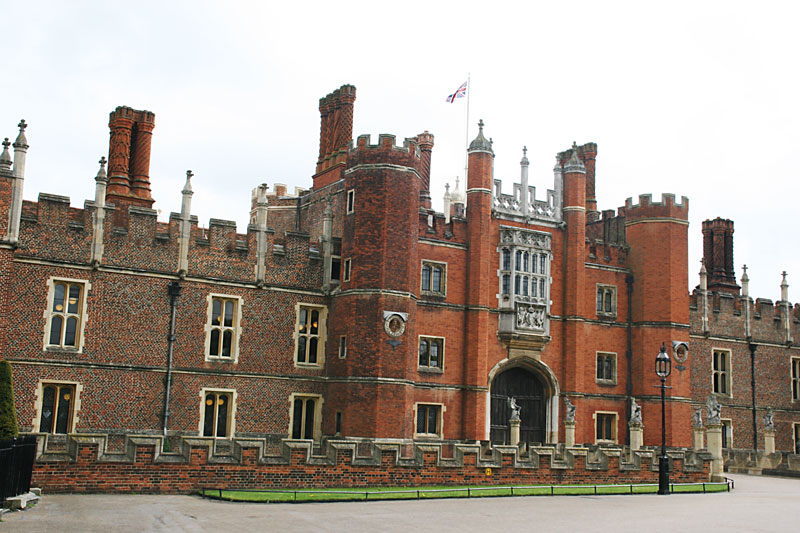
Фасад крила Генріха VIII
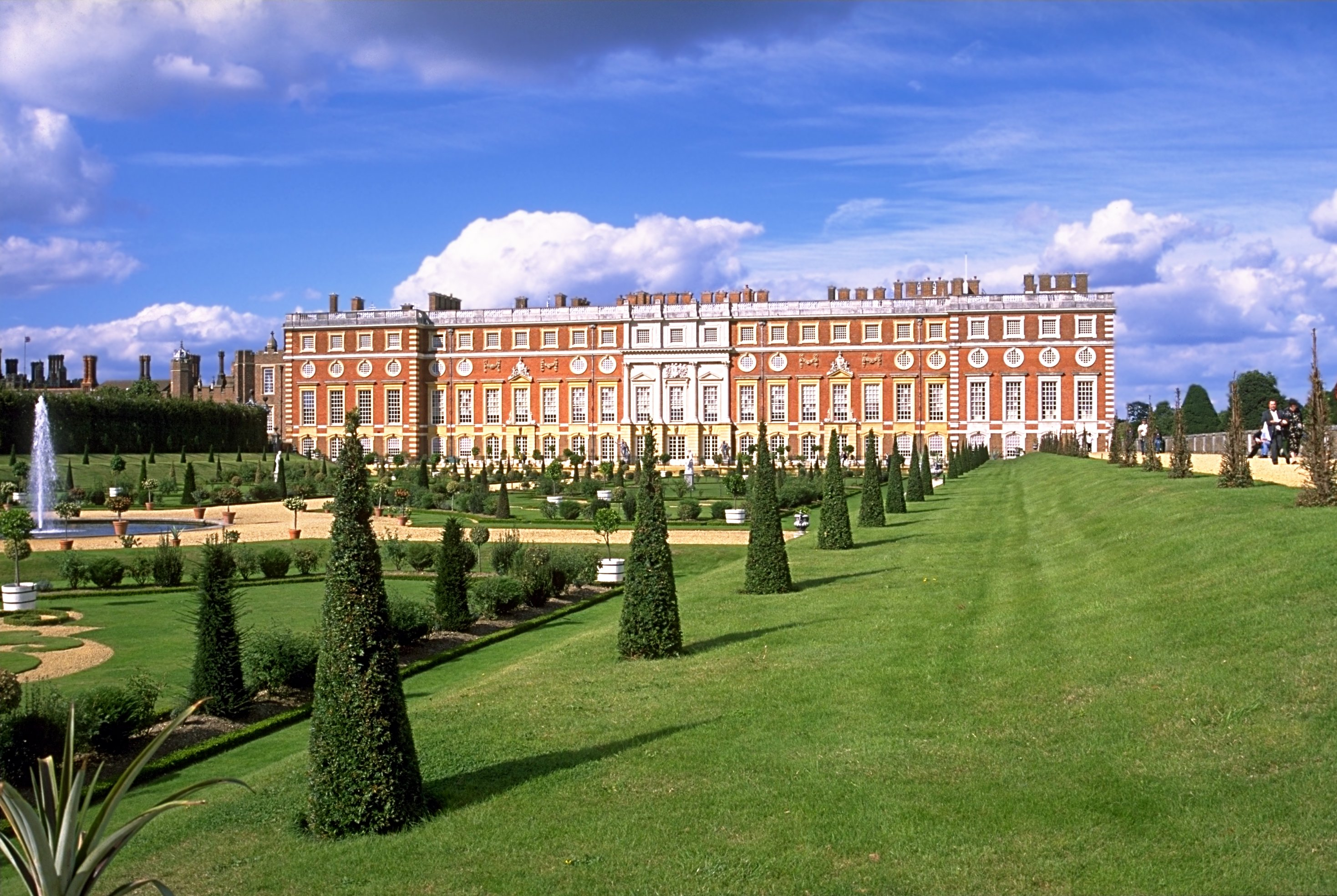
Південний фасад палацу (архітектор К. Рен, 1694)
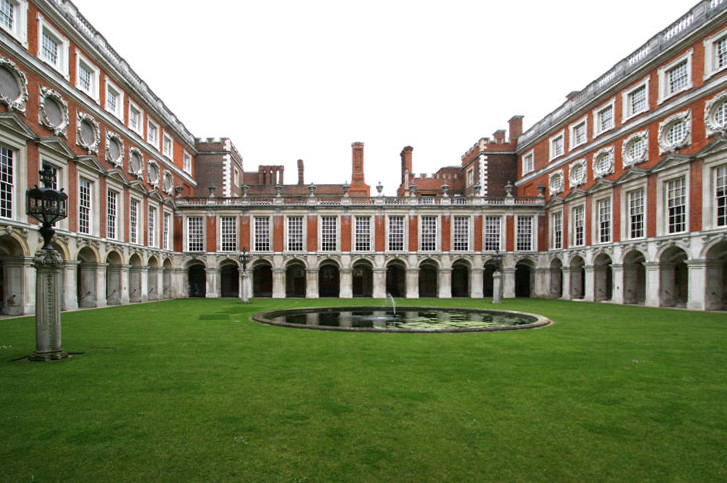
Внутрішній дворик
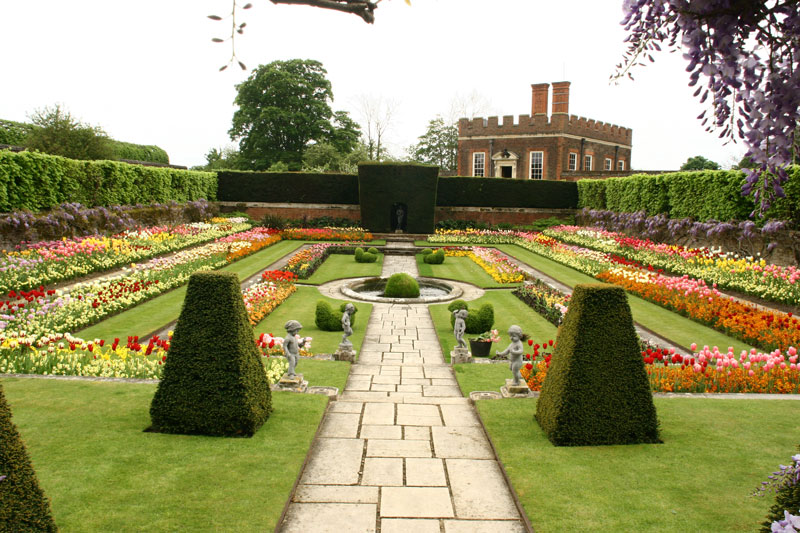
Садок стилізований під початок XVI століття
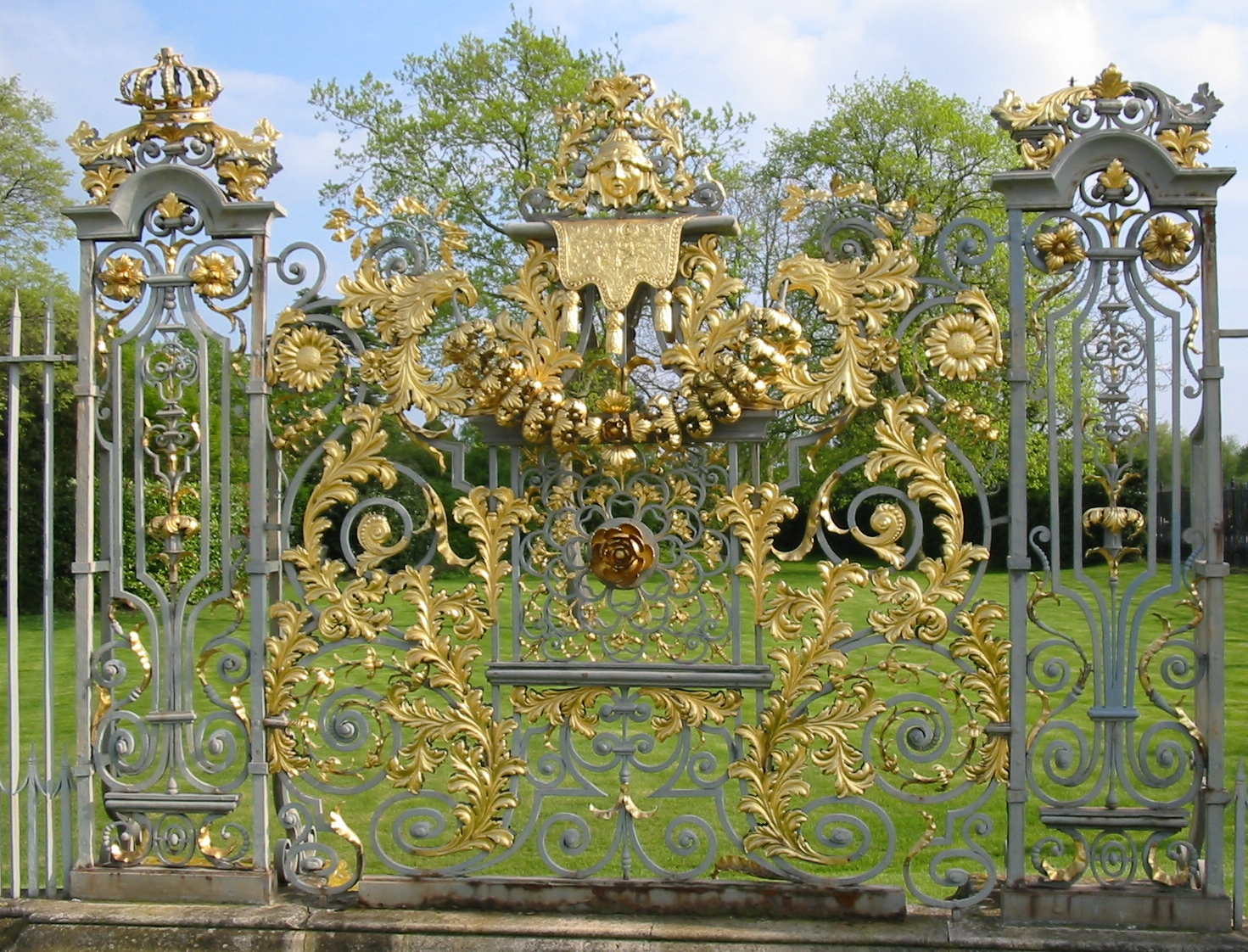
Ґрати